# Edu Marangon
Edu Marangon, właśc. Carlos Eduardo Marangon (ur. 15 lutego 1963 w São Paulo) – piłkarz brazylijski, występujący podczas kariery na pozycji ofensywnego pomocnika.

## Kariera klubowa
Karierę piłkarską Edu Marangon zaczął w klubie Portuguesie São Paulo w 1984 roku. W lidze brazylijskiej zadebiutował 29 stycznia 1984 w zremisowanym 0-0 meczu z Santa Cruz Recife. W 1988 roku wyjechał do Europy do Torino FC. W Turynie spędził sezon, w którym rozegrał 22 mecze i strzelił dwie bramki. W 1989 roku przeszedł do portugalskiego FC Porto. Był to nieudany transfer, gdyż Edu rozegrał tylko dwa mecze ligowe i miał minimalny udział w mistrzostwie Portugalii 1990.
W 1990 roku powrócił do Brazylii i został zawodnikiem CR Flamengo. Z Flamengo szybko odszedł do Santosu FC, w którym grał w latach 1990–1991. W latach 1991–1992 występował w SE Palmeiras, z którego wyjechał do nowo utworzonej J-League do Yokohamy Flugels. Z Yokohamą zdobył Puchar Cesarza w 1993 oraz Azjatycki Puchar Zdobywców Pucharów 1995. W 1995 roku występował w Urugwaju w Nacionalu Montevideo. W 1996 roku występował w SC Internacional oraz Coritibie.
W Coritibie 17 listopada 1996 w wygranym 2-0 meczu z Grêmio Porto Alegre Edu rozegrał ostatni mecz w lidze brazylijskiej. W lidze brazylijskiej rozegrał 94 mecze i strzelił 10 bramek. Karierę zakończył w Bragantino Bragança Paulista w 1997 roku.

## Kariera reprezentacyjna
W reprezentacji Brazylii Edu Marangon zadebiutował 19 maja 1987 w zremisowanym 1-1 meczu z reprezentacją Anglii podczas Stanley Rous Cup, który Brazylia zdobyła. W tym samym roku Edu brał udział w Copa América 1987, na którym Brazylia odpadła w fazie grupowej. Edu wystąpił w obu meczach Brazylii z Wenezuelą (bramka w 33 min.) oraz Chile. Na następny meczu Edu musiał czekać trzy lata do 13 grudnia 1990, kiedy to wystąpił w zremisowanym 0-0 meczu z reprezentacją Meksyku, który był jego ostatnim meczem w reprezentacji.

## Kariera trenerska
Po zakończeniu kariery piłkarskiej Edu Marangon został trenerem. Prowadził m.in. Internacional Limeira i trzykrotnie Juventus São Paulo.